# César Aparecido Rodrigues
César Aparecido Rodrigues (São Paulo, 24 de outubro de 1974), mais conhecido apenas como César, é um ex-futebolista brasileiro que atuava como lateral-esquerdo ou meio-campista.

## Infância e juventude
Cesar foi criado no bairro de Itaquera, na zona leste da cidade de São Paulo, onde morava com seus pais e seus três irmãos, e onde deu seus primeiros passos no mundo do futebol.
Da infância a parte da adolescência, jogava futebol na quadra da escola onde estudava e num campo de terra próximo de sua casa. Chegou a integrar times da várzea como a Sociedade Esportiva Elite Itaquerense e o Ferrolho FC, que disputavam torneios amadores. Seus dois irmãos também eram bem conceituados no âmbito amador, e também chegaram a tentar carreira profissional, no entanto, apenas Cesar obteve êxito. O pai, que também jogou na várzea durante a juventude, gostava muito de futebol e foi um grande incentivador do filho.

## Carreira

### Início no Juventus-SP
César foi revelado para o futebol no time do Juventus-SP, onde foi preso em 1994, aos 20 anos, após roubar 100 mil dólares da diretoria do time da Mooca. Após ser condenado a cinco anos e seis meses de prisão em regime fechado no artigo 157 do Código Penal, ganhou o direito de cumprir pena em regime semiaberto a partir de 1999, pois estava empregado, tinha bons antecedentes e bom comportamento.

### União Barbarense e São Caetano
Teve passagem ainda pelo União Barbarense, mas foi no São Caetano vice-campeão da Copa João Havelange, em 2000, onde César ficou famoso e chegou a Seleção Brasileira, ficando de fora da Copa das Confederações FIFA de 2001 apenas por uma lesão.

### Lazio
Saiu do clube azul para outro de mesma cor na Itália: a Lazio, onde chegou em julho de 2001, após pedir insistentemente à diretoria do São Caetano para ser negociado. Por lá, o canhoto começou como lateral, mas depois passou a atuar como meio-campista. Inclusive, o jogador chegou a ser o camisa 10 da equipe nas últimas temporadas em que esteve no clube. Permaneceu no time de Roma até janeiro de 2006, quando foi contratado pela Internazionale.

### Internazionale
Inscrito com a camisa número 31 na Internazionale, o então meio-campista César era reserva a maior parte do tempo. Contudo, foi campeão da Copa da Itália contra a maior rival de sua antiga equipe, a Roma. Na Inter, conquistou ainda duas Supercopas da Itália e três títulos da Serie A.

### Corinthians
Em agosto de 2006, logo depois de ter realizado a pré-temporada junto ao plantel nerazzurri, César foi contratado por empréstimo pelo Corinthians através da parceria com MSI. Contudo, a passagem do jogador pelo alvinegro paulistano não foi muito boa. O técnico Emerson Leão contava com o atleta para ser lateral-esquerdo, posição em que César não atuava há muito tempo, no lugar de Gustavo Nery. Logo em sua estreia, César foi expulso em apenas quatro minutos de jogo num clássico contra o São Paulo. A equipe corintiana não foi bem no ano de 2006 e César decidiu não permanecer no clube na temporada seguinte.

### Livorno
Transferiu-se então para o Livorno, em janeiro de 2007, também por empréstimo. No Livorno, também não obteve êxito e, após o final do seu empréstimo, a Inter optou por não renovar o seu contrato.

### Bologna e Valle del Giovenco
Já em fim de carreira, teve uma rápida passagem pelo Bologna, em 2008. Encerrou a carreira na Valle del Giovenco, modesta equipe italiana.

## Pós-aposentadoria
Em agosto de 2011 foi anunciado como novo treinador das categorias de base da Lazio, onde assumiu a equipe Sub-17.

## Estilo de jogo
Era um lateral moderno que apoiava bem o ataque, mas também sabia se posicionar com eficiência na defesa. Passou a atuar como meio-campista no futebol italiano, sempre construindo jogadas e chegando à área para finalizar.

## Títulos
União Barbarense
- Campeonato Paulista - Série A2: 1998

São Caetano
- Campeonato Paulista - Série A2: 2000

Lazio
- Copa da Itália: 2003–04

Internazionale
- Copa da Itália: 2005–06
- Serie A: 2005–06 e 2007–08
- Supercopa da Itália: 2006